# Kamanová
Kamanová je obec na Slovensku v okrese Topoľčany v Nitranském kraji. V obci žije 605 obyvatel.

## Geografie

### Poloha
Obec se nachází v centrální části Nitrianské pahorkatiny, na pravostranné nivě a terase řeky Nitry. Odlesněný povrch leží v nadmořské výšce v rozmezí 151–253 m, střed obce leží ve výšce 160 m n. m. Území obce tvoří mladší tercérní sedimenty pokryté spraší (vrchy) a vnivní části poryté údolními sedimenty. Půdním typem je hnědozem.
Obec je od Topoľčan vzdálena 11 km.
Obcí vede silnice I/64 mezi městy Nitra a Topoľčany a železniční trať Nové Zámky –Prievidza se zastávkou.

### Využití půdy
Celková rozloha území obce je 6,41715 km², z toho v roce 2020 připadalo 91 % na zemědělskou půdu. Využití půdy (2020): 87 % orná půda, 4 % zahrady. V roce 2023 připadalo 584,44 ha na zemědělskou půdu, z toho 566,64 ha byla orná půda, 27,22 ha zahrady.  Zastavěná plocha a nádvoří zabíraly 25,18 ha a vodní plocha 13,94 ha.

### Sousední obce
Obec sousedí:
|                          | Ludanice (část Mýtna Nová Ves) |         |
| Čermany, Horné Obdokovce |                                | Oponice |
| Preseľany                | Belince                        |         |

## Historie
Na území obce se nachází mohyla z období eneolitu. První písemná zmínka je z roku 1419, kde je obec uváděna jako Kalmanfalwa a.n. Billie, ale její vznik se klade do 12. století. Jiný název je Kamanowa z roku 1773, maďarsky Kamanfalu, Kamanfalva. V roce 1715 byly v obci vinice a 13 domácnosti. V roce 1787 žilo v 42 domech 304 obyvatel a v roce1828 žilo 265 obyvatel v 38 domech. Hlavní obživou bylo zemědělství.

## Památky

### Kaštel
V polovině 19. století byl v obci postaven klasicistní kaštel. Je to dvoupodlažní stavba na půdorysu obdélníku. Průčelí je členěno sedmi okenními osami a tříosým rizalitem s trojitým francouzským oknem a ukončený tympanonem. Ze zahradního rizalitu vystupuje sloupový portikus. Kaštel obklopuje park. Po druhé světové válce sloužil  obci jako knihovna, zdravotní středisko a školka. V devadesátých letech 20. století byl prodán do soukromých rukou a začal chátrat. Kaštel je od roku 2008 kulturní památkou Slovenska.

### Kostel
V obci je římskokatolický kostel Povýšení svatého Kříže z roku 1979. Stavba kostela podle projektu Ing. Zoltána Tomka byla zahájenav roce 1969. V červenci 1971 byl vydán zákaz ve stavbě pokračovat a pokračovat se mohlo až v roce 1978. Kostel byl vysvěcen 14. září 1981.

## Osobnosti

### Rodáci
- Miroslav Pavlov – boxer, účastník olympijských her
- Adam Tomčáni – slovenský fyzik a pedagog.